# Tommi Grönlund
Tommi Grönlund (Helsinki, 9 december 1969) is een voormalig profvoetballer uit Finland, die speelde als middenvelder gedurende zijn carrière. Hij sloot zijn loopbaan in 2004 af bij de Finse club HJK Helsinki.

## Interlandcarrière
Grönlund kwam in totaal 36 keer (twee doelpunten) uit voor de nationale ploeg van Finland in de periode 1995–2002. Onder leiding van bondscoach Jukka Ikäläinen maakte hij zijn debuut op 16 augustus 1995 in de EK-kwalificatiewedstrijd in Helsinki tegen Rusland (0-6). Hij viel in dat duel na 63 minuten in voor Rami Rantanen. Zijn eerste interlandtreffer maakte hij op 30 oktober 1996 in de vriendschappelijke thuiswedstrijd tegen Estland (2-2).
| Interlanddoelpunten | Interlanddoelpunten | Interlanddoelpunten | Interlanddoelpunten | Interlanddoelpunten | Interlanddoelpunten | Interlanddoelpunten | Interlanddoelpunten |
| №                   | Datum               | Locatie             | Wedstrijd           | Goal(s)             | Score               | Uitslag             | Wedstrijd           |
| ------------------- | ------------------- | ------------------- | ------------------- | ------------------- | ------------------- | ------------------- | ------------------- |
| 1                   | 30/10/1996          | Kotka               | Finland – Estland   | 74'                 | 1 – 1               | 2 – 2               | Oefeninterland      |
| 2                   | 15/02/2001          | Koeweit-Stad        | Koeweit – Finland   | 34'                 | 1 – 2               | 4 – 3               | Oefeninterland      |

## Erelijst
HJK Helsinki
- Suomen Cup

1993